# Il trovatore

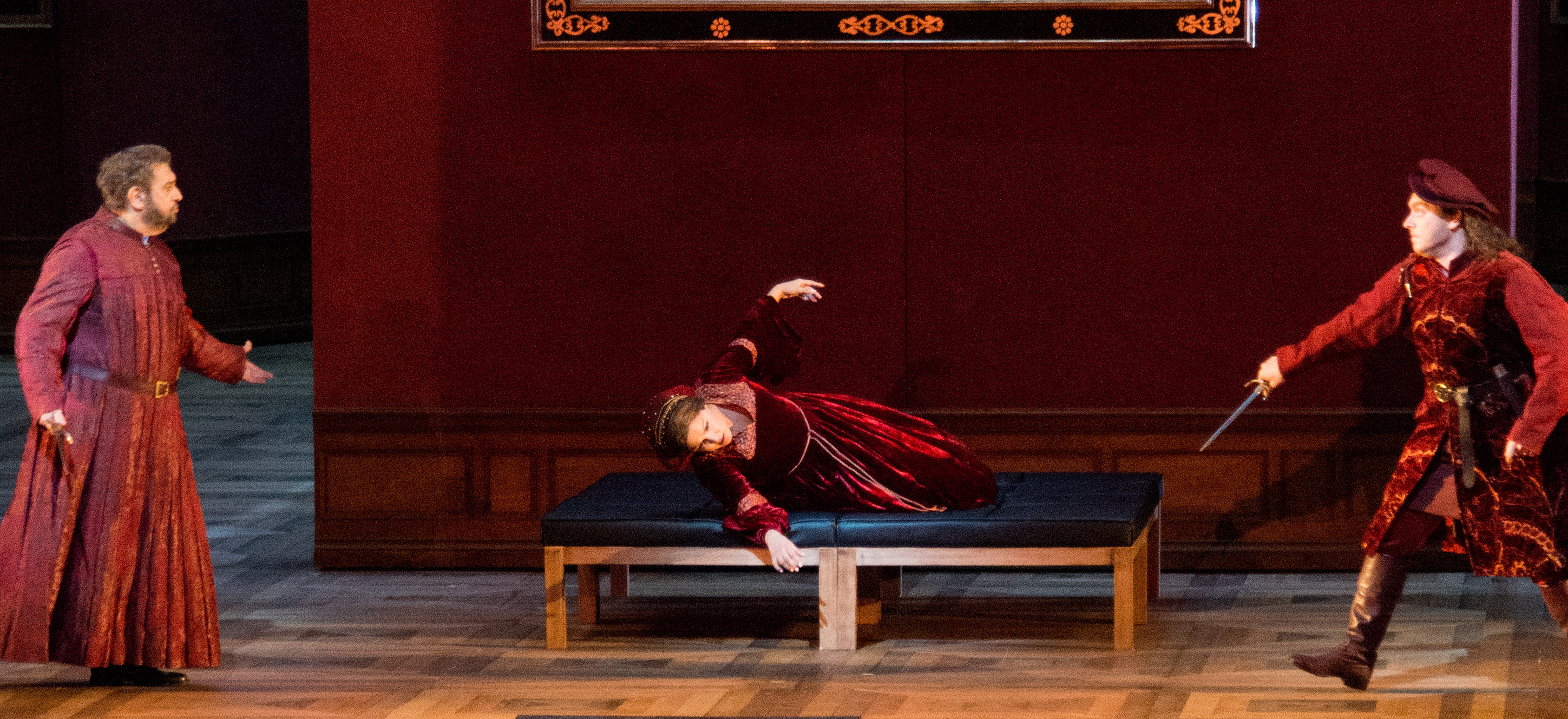
Plácido Domingo, Anna Netrebko en Francesco Meli, Salzburger Festspiele 2014

Il trovatore (De troubadour) is een opera in vier bedrijven van Giuseppe Verdi, op een Italiaans libretto van Salvatore Cammarano, gebaseerd op de tragedie El Trovador van Antonio García Gutiérrez. De eerste opvoering vond plaats op 19 januari 1853, in het Teatro Apollo in Rome.
Het stuk werd enthousiast ontvangen. Het libretto werd voltooid door Leone Emanuele Bardare, aangezien Cammarano plotseling op nog jonge leeftijd overleed. Waarschijnlijk hangt het ingewikkelde verhaal daarom enigszins als los zand aan elkaar.

## Rolverdeling
- Graaf Di Luna - bariton
- Leonora, gravin van Sargosto - sopraan
- Azucena, zigeunerin – mezzosopraan
- Manrico, troubadour - tenor
- Ferrando, Luna's vazal - bas
- Ines, vertrouwelinge van Leonora - sopraan
- Ruiz, volgeling van Manrico - tenor
- Een oude zigeuner - bas
- Een bode - tenor
- Nonnen, dienaren, zigeuners en soldaten - koor

## Synopsis
Plaats van handeling: Biskaje en Aragón
Tijd: begin 15e eeuw
Ferrando (bas), kapitein van de lijfwacht van graaf Di Luna (bariton), vertelt zijn manschappen het verhaal dat het broertje van de huidige graaf door een zigeunerin behekst werd. Zij werd opgepakt en op de brandstapel gezet. Haar dochter ontvoerde daarop het broertje, en de  volgende dag vond men in de resten van de brandstapel het verkoolde lijkje van een kind.
In de tuin van het kasteel van de prins van Aragón vertelt Leonora (sopraan, hofdame van de prinses) aan haar vertrouwelinge Inez (mezzosopraan) over haar liefde voor Manrico (tenor), een troubadour. Inez heeft hier vreemde voorgevoelens bij, maar haar raad om deze verhouding af te breken, weigert Leonora op te volgen.
Graaf Di Luna is ongemerkt naderbij gekomen om Leonora, de vrouw die hij waanzinnig liefheeft, te zien. Dan klinkt in de verte de stem van de troubadour en Luna's jaloezie laait hoog op. Leonora rent naar buiten recht in de armen van Luna, waarvan zij in de duisternis denkt dat het Manrico is. Manrico, die hier getuige van is, denkt dat Leonora hem ontrouw geworden is, maar ze weet hem ervan te overtuigen dat het een vergissing was en dat ze alleen van hem houdt en niet van Luna. Deze wordt woedend en beide mannen besluiten tot een duel. Ze snellen weg en laten Leonora in onmacht achter.
In het zigeunerkamp laat de gewonde Manrico zich door zijn moeder Azucena (mezzosopraan) verzorgen. Hij vertelt dat hij in staat was geweest de graaf te doden, maar het was alsof er een stem vanuit de hemel klonk die hem weerhield de dodelijke slag toe te brengen. Azucena vindt het maar niks, en in een soort van trance vertelt zij hoe haar moeder op de brandstapel stierf, nadat ze haar dochter had toegeschreeuwd haar te wreken. Hierop ontvoerde Azucena het broertje van de graaf en in een delirium wierp zij een kind in de vlammen. Toen het delirium week, besefte ze dat ze in plaats van het broertje van de graaf, haar eigen kind in de vlammen gegooid had. Manrico is ontzet door dit verhaal, en vraagt haar wie hij dan is. Azucena blijft volhouden dat hij haar zoon is.
Dan komt Ruiz (tenor) met het nieuws dat Leonora, overtuigd van het feit dat Manrico dood is, in het klooster wil gaan. Manrico rent overhaast weg om haar tegen te houden, en Azucena probeert, wanhopig maar tevergeefs, hem tegen te houden.
Leonora maakt zich gereed om het klooster binnen te gaan, maar wordt tegengehouden door Luna, die haar met geweld wil ontvoeren. Hij wordt echter tegengehouden door Manrico en zijn manschappen.
Azucena, op zoek naar haar zoon, wordt door de manschappen van Luna gearresteerd en voor de graaf gebracht. Hij hoort haar uit en zijn achterdocht is gewekt door haar verhaal. Ook Ferrando herkent haar als de zigeunerin die mede betrokken was bij de ontvoering en moord op het broertje van de graaf, en wanneer blijkt dat zij ook Manrico's moeder is, kan de graaf zijn geluk niet op.
Manrico staat op het punt met Leonora te trouwen, maar wanneer hij hoort dat Azucena gevangen is, haast hij zich om haar te redden. Manrico wordt echter gevangengenomen en zit nu in de kerkers van het kasteel. Leonora is heimelijk naar het kasteel gekomen om hem te bevrijden. Ze hoort hem weeklagen vanuit de toren waarin hij opgesloten zit, terwijl de monniken in de kapel het Miserere zingen. Dan komt Luna naar buiten en Leonora maakt zich bekend. Zij smeekt de graaf haar minnaar te laten gaan; in ruil daarvoor zal zij zich aan de graaf geven. De graaf gaat akkoord en geeft opdracht de troubadour vrij te laten. Leonora, die helemaal niet van plan is zich aan de graaf te geven, neemt vergif in.
In de kerker probeert Manrico zijn moeder te troosten, maar in haar waan probeert ze zich te warmen aan de vlammen van de brandstapel die haar wacht.
Dan betreedt Leonora de kerker waar Manrico zit, en vertelt hem dat hij vrij is. Hij raadt gelijk welke prijs ze daarvoor betaald heeft en vervloekt haar. Dan begint het gif te werken en ze zakt stervend in zijn armen in elkaar. Luna beseft dat hij bedrogen is en gelast onmiddellijk Manrico's executie. Azucena ontwaakt en probeert hem tegen te houden maar buiten houdt de beul Manrico's afgehouwen hoofd al in de hoogte. Ze schreeuwt Luna toe dat hij zijn eigen broer vermoord heeft, en nadat ze uitgeroepen heeft dat haar moeder nu gewroken is, zakt ze stervend in elkaar. De graaf blijft verbijsterd achter.

## Geselecteerde opnamen
| Jaar | Rolverdeling (Graaf Luna, Manrico, Leonora, Azucena, Ferrando)                         | Dirigent, operagezelschap en orkest                                                      | Label                                                                          |
| ---- | -------------------------------------------------------------------------------------- | ---------------------------------------------------------------------------------------- | ------------------------------------------------------------------------------ |
| 1930 | Apollo Granforte, Aureliano Pertile, Maria Carena, Irene Minghini Cattaneo             | Carlo Sabajno, koor en orkest van het Teatro alla Scala                                  | Audio-cd: Membran/Quadromania Cat: 222182-444 (bevat ook opname van Rigoletto) |
| 1952 | Leonard Warren, Jussi Björling, Zinka Milanov, Fedora Barbieri, Nicola Moscona         | Renato Cellini, RCA Victor Orchestra, Robert Shaw Choir                                  | Audio-cd: RCA Victor, Cat: 6643-2RG                                            |
| 1956 | Ugo Savarese, Mario del Monaco, Renata Tebaldi, Giulietta Simionato, Giorgio Tozzi     | Alberto Erede, Coro del Maggio Musicale Fiorentino, Orchestre du Grand Théâtre de Genève | Audio-cd: Decca Records                                                        |
| 1956 | Rolando Panerai, Giuseppe Di Stefano, Maria Callas, Fedora Barbieri, Nicola Zaccaria   | Herbert von Karajan, koor en orkest van het Teatro alla Scala                            | Audio-cd: EMI, Cat: 56333 & 77365                                              |
| 1963 | Ettore Bastianini, Carlo Bergonzi, Antonietta Stella, Fiorenza Cossotto, Ivo Vinco     | Tullio Serafin, koor en orkest van het Teatro alla Scala                                 | Audio-cd: Deutsche Grammophon Cat: B000J233I0                                  |
| 1970 | Sherrill Milnes, Plácido Domingo, Leontyne Price, Fiorenza Cossotto, Bonaldo Giaiotti  | Zubin Mehta, New Philharmonia Orchestra                                                  | Audio-cd: RCA Cat: 74321-39504-2                                               |
| 1976 | Ingvar Wixell, Luciano Pavarotti, Joan Sutherland, Marilyn Horne, Nicolai Ghiaurov     | Richard Bonynge, Kingsway Hall, National Philharmonic Orchestra                          | CD: Decca Records Audio-cd ASIN: B000N4SJI8                                    |
| 1978 | Piero Cappuccilli, Plácido Domingo, Raina Kabaivanska, Fiorenza Cossotto, José van Dam | Herbert von Karajan, Wiener Staatsoper, Wiener Philharmoniker                            | DVD: TDK DVD Video ASIN: B00068NVL6                                            |
| 1984 | Giorgio Zancanaro, Plácido Domingo, Rosalind Plowright, Brigitte Fassbaender           | Carlo Maria Giulini, koor en orkest van de Accademia Nazionale di Santa Cecilia          | Audio-cd: Deutsche Grammophon ASIN: B000001G9Y                                 |
| 1991 | Vladimir Chernov, Plácido Domingo, Aprile Millo, Dolora Zajick                         | James Levine, koor en orkest van het Metropolitan Opera House                            | Audio-cd: Sony ASIN: B0000027UA                                                |

Opmerking: "Cat:" staat voor catalogusnummer van de maatschappij; "ASIN" is het productreferentienummer op amazon.com.